# 安城邑内駅
安城邑内駅（アンソンウムネえき）は、大韓民国京畿道安城市にあった安城線の駅である。

## 歴史
- 1931年6月15日 - 開業。
- 1944年12月1日 - 廃止[1]。